# 十月站 (卡盧加-里加線)
十月站（羅馬化：Oktyabrskaya）是莫斯科地鐵卡盧加－里加線的一個車站，開通於1962年。十月站曾是卡盧加線最北端的車站，在十月站可換乘至環狀線。